# マルタ航空
マルタ航空（マルタこうくう、英語: Air Malta）は、かつて存在したマルタのマルタ国際空港を本拠地とする航空会社。マルタ政府がオーナーの同国のフラッグ・キャリアであった。
2024年3月31日に新会社のKMマルタ航空（英語: KM Malta Airlines）に全事業を引き継ぎ、運航を終了した。

## 歴史
1973年3月21日に設立され、1974年4月1日運航を開始。ローマ、トリポリ、ロンドン、マンチェスター、フランクフルト、ダブリンの休日チャーター便を運航していた。1981年には、3機のボーイング737-200がウェットリースされ、1983年には3機の完全所有のボーイング737-200が新たに納入された。
1992年にマルタ国際空港が開港した後、貨物の輸送を行うCargoSystemsを設立し、1994年、マルタ航空は空港に貨物センターを開設した。また、同時期にトランスワールド航空とのコードシェアも開始した。
ボーイング機を中心に運用してきたが、2002年から2007年にかけて、すべての航空機をエアバスA319およびA320に置き換えた。なお、2006年5月の欧州航空協会の四半期レビューによると、マルタ航空は乗客の手荷物の損失が最も少なかった航空会社で、2006年第1四半期の手荷物損失量は、乗客1000人あたり4.1袋だった。
2014年4月、40周年を記念して、1機のA320-200をレトロな色で塗装し、かつてボーイング720Bにで使用されていたカラーリングが復刻された。2017年6月、新たに任命された観光大臣は、マルタ航空の再編を発表し、チュニス、マラガ(2019年に季節限定に縮小)、コミソ(2018年夏以降に終了)、キエフ、リスボン、カサブランカ、サウスエンド(2019年に終了)、カリアリ(その後6月から9月のみに縮小)など、多くの新しい路線を開設した。
2019年3月、2018会計年度に120万ユーロの利益を上げたと発表した。黒字経営は18年ぶり。
その後コロナウイルスによる不況もあって経営難に陥り、2022年10月までに運航便が大幅に削減された。その後も経営難が続いたため、2024年3月30日のマルタ航空の運航を停止し、翌日からKMマルタ航空に置き換わった。

## 機材
最終的な機材
- エアバスA320-200 1機
- エアバスA320neo　6機

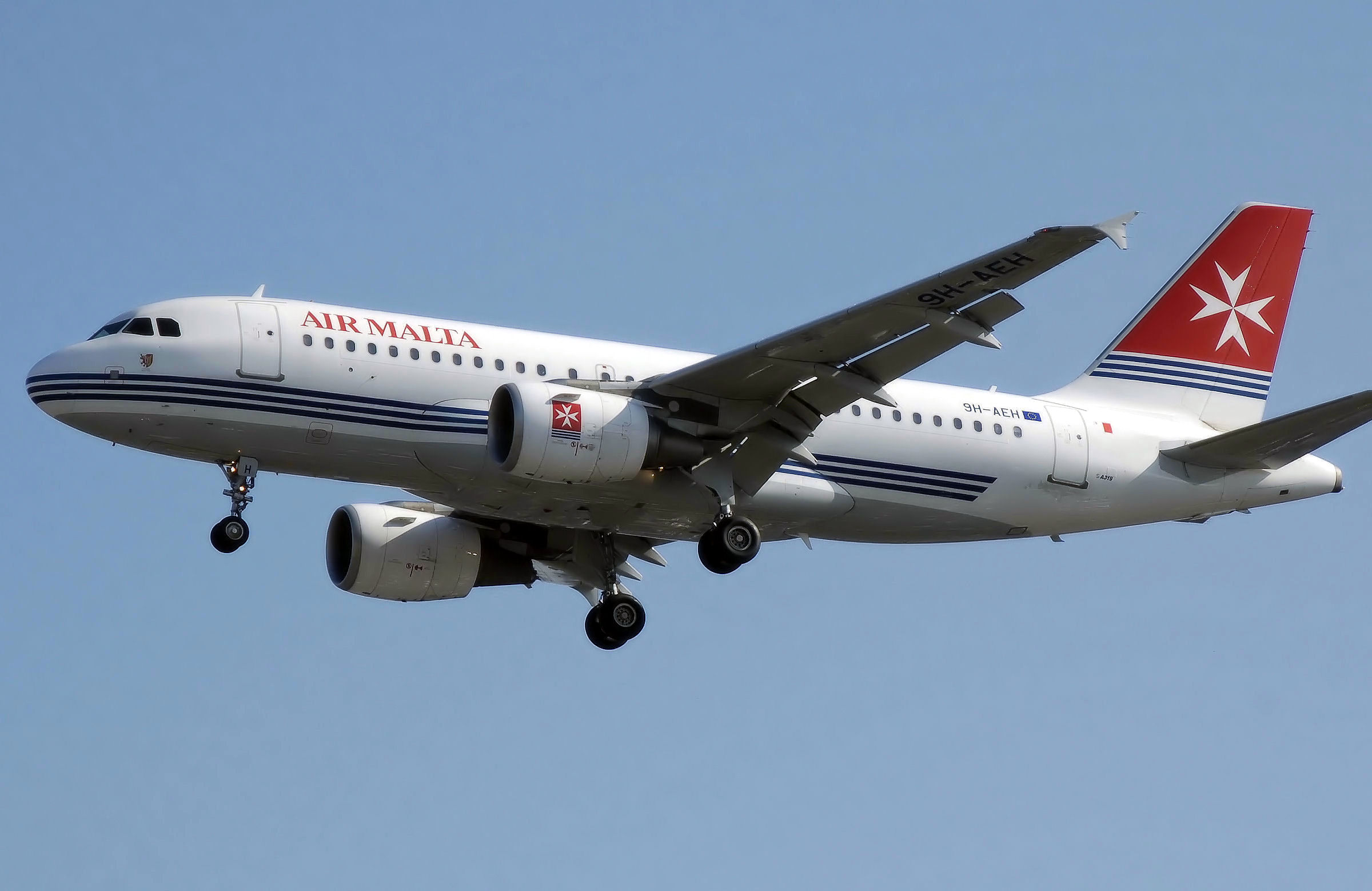
マルタ航空のA319（旧塗装）

全ての機材は、KMマルタ航空で引き続き運用されている。

## コードシェア
マルタ航空は以下の航空会社とコードシェアをしていた。
- アエロフロート
- エア・バルティック
- エールフランス航空
- エア・セルビア
- オーストリア航空
- ブリュッセル航空
- チェコ航空
- エミレーツ航空
- エティハド航空
- ITAエアウェイズ
- KLMオランダ航空
- ルフトハンザドイツ航空
- カタール航空
- スイス インターナショナル エアラインズ
- ターキッシュ エアラインズ